# 根本橘夫
根本 橘夫（ねもと きつお、1947年 - ）は、日本の心理学者、東京家政学院大学名誉教授。教育心理学および性格心理学専攻。
千葉県生まれ。1969年東京教育大学心理学科卒業。1973年同大学院博士課程中退、千葉大学教育学部助手、1975年講師、1978年助教授、1992年教授、1995年東京家政学院大学教授。2009年退任、名誉教授。

## 著書
- 『<心配性>の心理学』講談社現代新書 1996
- 『人と接するのがつらい 人間関係の自我心理学』文春新書 1999
- 『なぜ、自分はこんな性格なのか? 性格形成分析入門』PHPエディターズ・グループ 2002
- 『「満たされない心」の心理学』洋泉社 新書y 2003
- 『傷つくのがこわい』文春新書 2000
- 『なぜ自信が持てないのか 自己価値感の心理学』PHP新書 2007
- 『「いい人に見られたい」症候群 代償的自己を生きる』文春新書 2009
- 『気持ちが軽くなるストレス・コントロールの技術』PHP研究所 2009
- 『「つらい人間関係」がぐっと楽になるヒント』PHP文庫 2010
- 『「自分には価値がない」の心理学』朝日新書 2016

### 共編著
- 『教師と教職志望者のための教育心理学』江川玟成共編著 福村出版 1979
- 『教育心理学』江川玟成共編著 福村出版 1983

## 論文
- Cinii